# バニー・リー
バニー・リー（Bunny Lee、本名エドワード・オサリヴァン・リー（Edward O'Sullivan Lee）、1941年8月23日 - 2020年10月6日）、またの名をバニー・ストライカー・リー（Bunny "Striker" Lee）は、1970年代に成功を収めたジャマイカの音楽プロデューサー。
1960年代後半から既にヴァージョンを量産していて、エンジニアのキング・タビーと共に実験的なダブワイズ作品を多くリリースする。シングルのB面に必ずヴァージョンを入れるようにしたのはバニー・リーが最初と言われる。ダブを量産した張本人とも言える。
1972年にキング・タビーが自分のミキシング専用スタジオ、「キング・タビーズ」を開いた頃、もっとも彼とよく仕事をしたのがバニー・リーだった。バニー・リーのハウスバンドであったアグロベーターズのドラマー、サンタ・デイヴィスが刻むハイハットを強調したサウンドは、「フライング・シンバル」と呼ばれた。1970年代後半までに、スタジオ・ワンやトレジャー・アイルの古典的なリディムをリメイクして、DJ物を量産した。